# Новий Двур-Братянський
Новий Двур-Братянський (пол. Nowy Dwór Bratiański, нім. Neuhof) — село в Польщі, у гміні Нове-Място-Любавське Новомейського повіту Вармінсько-Мазурського воєводства.
Населення — 235 осіб (2011).
У 1975-1998 роках село належало до Торунського воєводства.

## Демографія
Демографічна структура станом на 31 березня 2011 року:
|          | Загалом | Допрацездатний вік | Працездатний вік | Постпрацездатний вік |
| -------- | ------- | ------------------ | ---------------- | -------------------- |
| Чоловіки | 114     | 21                 | 83               | 10                   |
| Жінки    | 121     | 33                 | 65               | 23                   |
| Разом    | 235     | 54                 | 148              | 33                   |